# Периодизация истории
Периодизация истории — особого рода систематизация, которая заключается в условном делении исторического процесса на определённые хронологические периоды, то есть периоды истории.
Эти периоды имеют те или иные отличительные особенности, которые определяются некоторыми людьми в зависимости от избранного основания (критерия) периодизации. Для периодизации могут избираться самые разные основания: от смены типа мышления (О. Конт, К. Ясперс) до смены способов коммуникации (М. Маклюэн) и экологических трансформаций (Й. Гудсблом). Многие учёные для создания периодизации используют экономико-производственные критерии: это как социально-экономические отношения и средства производства (марксистская теория формаций), так и основная сфера производства (теория индустриального и постиндустриального общества; периодизация по принципам производства Л. Е. Гринина; периодизация 300-летними и 30-летними циклами по поколениям и основным экономическим регионам А. Н. Зайцева (Периодическая история)).

## Научно-дисциплинарные рамки истории

### Первобытное общество
История первобытного общества охватывает период с момента появления первобытного человека до образования первых государств в Азии и Африке. При этом в других частях света эпоха первобытности продолжалась значительно дольше. По археологической периодизации опирающейся на различия в материале и внешнем виде орудий труда, история первобытного общества разделяется на ряд эпох: ранний палеолит (ок. 100 тыс. лет назад), средний палеолит (ок. 40 тыс. лет назад) и поздний палеолит (ок. 10 тыс. лет назад), мезолит (8 тыс. лет назад), неолит (5 тыс. лет назад) в его рамках выделяют так же энеолит. Затем следует бронзовый век (до 1 тыс. до н. э.) и железный век, когда первобытные общества соседствуют с первыми цивилизациями. Для каждого региона временные рамки эпох существенно меняются. В первобытном обществе не было чётко выраженных социальных и имущественных различий, господствовал родоплеменной строй.

### Древний мир
История древнего мира изучает существование древнейших цивилизаций (Древний Восток, Древняя Греция, Древний Рим) с момента возникновения до V века н. э. Концом эпохи Древнего мира традиционно считается год падения Западной Римской империи (476 г.). При существенных различиях в типах государственного устройства (от восточной деспотии до полисного строя) в большинстве древних обществ господствовало рабовладение.

### Средние века
История средних веков затрагивает период с V по XVI век. Концом европейского средневековья считается начало Нидерландской буржуазной революции (1566 г.). Средневековое европейское общество существовало в условиях феодализма. Сам термин «Средние века» впервые использовал итальянский гуманист Ф. Бьондо для обозначения периода между Античностью и Ренессансом. Европейское средневековье делится на Раннее (V—X вв.) высокое (XI—XIII вв.) и позднее (XIV—XVI века)

### Новое время
Новой историей учёные считают XVI — конец XVIII века. Хронологическим рубежом, отделяющим Новое время от последующей эпохи, одни учёные считают начало Великой французской революции 1789—1799 годов, другие — окончание Первой мировой войны 1914—1918 годов. Европейское «Новое время» ознаменовалось эпохами Великих географических открытий и Ренессанса, распространением книгопечатания, Реформацией и Контрреформацией. Важнейшим процессом Нового времени стало формирование национальных государств. Характерной для этой эпохи формой правления был абсолютизм.

### Новейшее время
Новейшая история, по мнению одних, охватывает период с 1789 года до окончания второй мировой войны 1939—1945 годов, а по мнению других — с 1918 года по настоящее время. Европейская цивилизация вступила в индустриальную эпоху, характеризующуюся господством капитализма и мировыми войнами. Господствующей формой государственного устройства стала республика или конституционная монархия. Современная история ведёт свой отсчёт с окончания Второй мировой войны. Некоторые учёные считают эту эпоху составной частью Новейшей истории, другие выделяют в самостоятельный период развития человечества — постиндустриальное общество. Для него характерны процессы глобализации, формирования мирового рынка и информационной революции.
При всех недостатках хронологической периодизации истории она хорошо показывает, как с течением времени ускоряется развитие цивилизаций (каждая последующая эпоха короче предыдущей). Современные учёные связывают этот феномен с особенностями функционирования информации в человеческом обществе.

## Наиболее известные подходы

### Формационный подход
В советской исторической науке наибольшее распространение получила схема пяти формаций (так называемая «пятичленка»), которая была разработана советскими учёными на основе произведений Карла Маркса и Фридриха Энгельса, в частности работы «Происхождение семьи, частной собственности и государства» Энгельса. Суть концепции заключалась в том, что любое человеческое общество проходит в своём развитии пять последовательных этапов — первобытно-общинную, рабовладельческую, феодальную, капиталистическую и коммунистическую формации. Данная схема в качестве непререкаемой догмы вошла во все учебные и справочные советские издания, а советские историки прикладывали значительные усилия, чтобы найти последовательную смену формаций в истории любого общества.
Так называемые «творческие марксисты» воспринимали пятичленную схему как главный ошибочный конструкт марксистской теории и именно против неё были направлены их основные критические высказывания. В очень высокой степени развитие творческого марксизма в СССР следует связывать с дискуссией об азиатском способе производства — шестой формации, существование которой постулировал Маркс, но отвергали советские учёные.
Исходя из озвученных в ходе дискуссии новых идей сформировались новые формационные схемы, отличные от схемы пяти формаций. В одних концепциях формаций шесть — между первобытностью и рабовладением исследователи располагают «азиатский (политарный) способ производства» (Семёнов, Коранашвили, Капустин, Нуреев и др.). В других формаций четыре — вместо рабовладения и феодализма «большая феодальная формация» (Кобищанов) или единая докапиталистическая формация — «сословно-классовое общество» (Илюшечкин). Кроме однолинейных формационных схем, появились многолинейные, фиксирующие отличия развития западной цивилизации и незападных обществ. Многолинейный подход к всемирной истории наиболее последовательно отстаивал Л. С. Васильев.
По состоянию на 2011 год, одним из наиболее последовательных сторонников формационной теории остаётся Ю. И. Семёнов. Он создал глобальную формационную (эстафетно-формационную) концепцию мировой истории, согласно которой, ни одно общество не обязано проходить все формации, на чём настаивала советская историческая наука. Последние общества не проходят той стадии, на которой находились первые, не повторяют их движение. Выходя на магистраль человеческой истории, они сразу начинают движение с того места, на котором остановились ранее некогда передовые общества.

### Цивилизационный подход
В отличие от стадиальных теорий, в том числе марксистской, цивилизационный подход рассматривает исторический процесс в другой плоскости, не в диахронной «вертикали», а в пространственном «горизонтальном» измерении. Сторонники такого подхода полагают, что выделение равноценных цивилизаций позволяет избежать вопроса о прогрессе в истории, а значит — избежать градации развитых, развивающихся и неразвитых народов.
Считается, что основные идеи циклического понимания истории были сформулированы ещё в работах Джамбаттисты Вико. Однако наиболее чётко данный подход впервые был изложен в книге Генриха Рюккерта «Учебник мировой истории в органическом изложении» (1857). Однако наиболее обстоятельно цивилизационная теория была сформулирована в 12-томном сочинении А. Тойнби «Постижение истории». Тойнби выделил около 30 цивилизаций, отличающихся уникальными неповторимыми чертами. Причинами возникновения цивилизаций служили «вызовы» внешней среды. Каждая из цивилизаций проходила в своём развитии стадии возникновения, роста, надлома и распада. Внутренняя структура цивилизаций основывалась на функциональном членении на «творческое меньшинство», массы, «пролетариат».

### Теории модернизации
Теория модернизации — теория, призванная объяснить процесс модернизации в обществах. Теория рассматривает внутренние факторы развития любой конкретной страны, исходя из установки, что «традиционные» страны могут быть привлечены к развитию таким же образом, как и более развитые. Теория модернизации делает попытку определить социальные переменные, которые способствуют социальному прогрессу и развитию общества, и предпринимают попытку объяснить процесс социальной эволюции. Хотя никто из учёных не отрицает сам процесс модернизации общества (переход от традиционного к индустриальному обществу), сама теория подверглась значительной критике как со стороны марксистов, так и представителей идеи свободного рынка, так и сторонников теории зависимости по той причине, что представляет упрощённое представление об историческом процессе.
Подход, в котором история рассматривается в процессе усовершенствования, улучшения или обновления, именуется «модернизационный подход». В плане исторического значения модернизационный подход рассматривает историю как процесс перехода от традиционного общества к более современному обществу, от аграрного общества к индустриальному. Главной целью модернизационного подхода является изучение модернизации.
Господствовавшая в американской социологии в середине XX века, во многом благодаря таким фигурам, как Толкотт Парсонс и Сэмуэл Хантингтон, в 1960 годы она была подвергнута резкой критике, вызванной несоответствиями положений теории наблюдаемым социальным процессам в модернизирующихся обществах, и в результате была отвергнута как социологическая парадигма; окончательный разгром Хантингтона состоялся в 1972—1973 годах, усилиями Иммануила Валлерстайна и Чарльза Тилли. Позднейшие попытки возрождения теории связывались с концепциями «конца истории» и столкновения цивилизаций, имевшими в большей степени идеологический характер.

### Неоэволюционизм
Понятие неоэволюционизма возникло в середине 1950-x годов благодаря работам американского этнолога Лесли Уайта и американского антрополога Джулиана Стюарда. В основе неоэволюционизма сохранились основные постулаты традиционного эволюционизма, но вместо идеи однолинейного развития культуры неоэволюционистами были предложены несколько концепций эволюции, таких как теория общего и частного развития, закон культурной доминанты и др. Неоэволюционисты опирались в своих работах не на философию или историю, а на конкретные науки, непосредственно имеющие дело с социальными изменениями. Это такие дисциплины, как палеонтология, археология, этнология и историография.
Неоэволюционисты рассматривали историю общества как совокупность замкнутых систем, развивающихся в разных направлениях. Такое развитие являлось результатом приспособления человека к различным экологическим средам. Существует три типа эволюционной концепции: однолинейная, универсальная и многолинейная. Концепция однолинейной эволюции требует наличия универсальных стадий последовательного развития социокультурных систем — таких, например, как «дикость — варварство — цивилизация». В настоящее время она не применяется. Идея универсальной эволюции заключается в обнаружении глобальных изменений, имеющих форму развития. Теория многолинейной эволюции допускает существование множества приблизительно одинаковых путей социокультурного развития и установка всеобщих законов эволюции не является её целью.

### Мир-системный анализ
Мир-системный анализ исследует социальную эволюцию систем обществ, но не отдельных социумов, в отличие от предшествующих социологических подходов, в рамках которых теории социальной эволюции рассматривали развитие прежде всего отдельных обществ, а не их систем. В этом мир-системный подход сходен с цивилизационным, но идёт несколько дальше, исследуя не только эволюцию социальных систем, охватывающих одну цивилизацию, но и такие системы, которые охватывают более одной цивилизации или даже все цивилизации мира. Этот подход был разработан в 1970-е годы А. Г. Франком, И. Валлерстайном, С. Амином, Дж. Арриги и Т. дус Сантосом. В качестве важнейшего предшественника мир-системного подхода, заложившего его основы, обычно рассматривается Фернан Бродель. Поэтому не случайно, что главный мировой центр мир-системного анализа (в г. Бингхэмптон, при Университете штата Нью-Йорк) носит его имя.